# Alfredo Zitarrosa (álbum)
Alfredo Zitarrosa es un disco LP del cantautor uruguayo Alfredo Zitarrosa. Fue publicado en vinilo por el sello Microfon, de Argentina, en 1972. Fue editado en varios países; en Uruguay fue publicado en 1974, con el nombre de Antología. 
En este disco Zitarrosa grabó una nueva versión de algunos de sus temas más conocidos como Doña Soledad, Pa'l que se va, Qué pena, El violín de Becho y Zamba por vos, y uno nuevo de su autoría, Romance para un negro milonguero, que había editado hacía poco en un simple. Además grabó tres canciones compuestas por Ignacio Suárez y Yamandú Palacios, y una canción popular, Duerme negrito, recopilada por Atahualpa Yupanqui.

## Músicos acompañantes
En guitarras estuvieron Nelson Olivera, Ciro Pérez y Vicente Correa, en bajo Oscar Alem, Fernando Suárez Paz en violín, y José Bragatto en chelo. Los arreglos y la dirección musical fueron de Osvaldo Requena.

## Lista de canciones
| Lado A |                                    |                                   |          |  |
| N.º    | Título                             | Escritor(es)                      | Duración |  |
| 1.     | «Romance para un negro milonguero» | Alfredo Zitarrosa                 |          |  |
| 2.     | «Qué pena»                         | Alfredo Zitarrosa                 |          |  |
| 3.     | «Poeta al sur»                     | Ignacio Suárez - Yamandú Palacios |          |  |
| 4.     | «Duerme negrito»                   | Popular                           |          |  |
| 5.     | «Los boliches»                     | Ignacio Suárez - Yamandú Palacios |          |  |
| 6.     | «Zamba por vos»                    | Alfredo Zitarrosa                 |          |  |

| Lado B |                         |                                   |          |  |
| N.º    | Título                  | Escritor(es)                      | Duración |  |
| 1.     | «La canción quiere»     | Alfredo Zitarrosa                 |          |  |
| 2.     | «Pa'l que se va»        | Alfredo Zitarrosa                 |          |  |
| 3.     | «El loco Antonio»       | Alfredo Zitarrosa                 |          |  |
| 4.     | «Doña Soledad»          | Alfredo Zitarrosa                 |          |  |
| 5.     | «El violín de Becho»    | Alfredo Zitarrosa                 |          |  |
| 6.     | «María de las esquinas» | Ignacio Suárez - Yamandú Palacios |          |  |

## Reediciones
Fue reeditado en CD en Estados Unidos en 1990, por el sello Microfon, entre otros países.